# Cultura di Amburgo

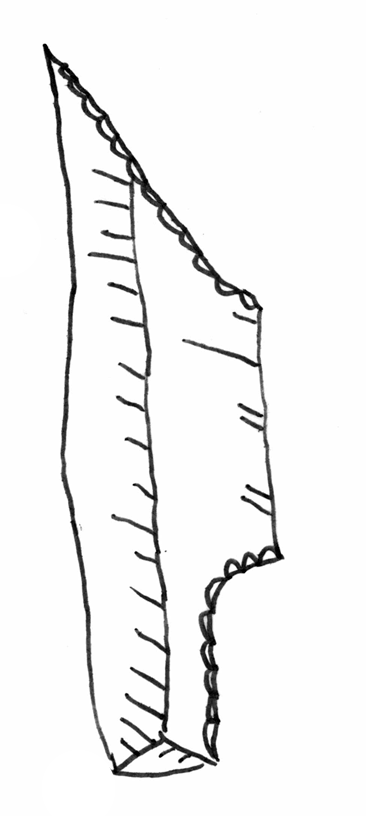
Una punta di freccia della cultura di Amburgo

La cultura di Amburgo (13.500-11.100 a.C.) fu una cultura di cacciatori di renne del tardo Paleolitico superiore nell'Europa nord-occidentale durante l'ultima fase della Glaciazione weichseliana e l'inizio dell'interstadiale di Meiendorf. 

## Descrizione
I siti si trovano vicino alle calotte glaciali del tempo. 
È  stata identificata in molti luoghi, per es. nell'insediamento a Meiendorf a nord di Amburgo, Germania. Essa è caratterizzata da punte e utensili zinken (in tedesco tracciare), usati come ceselli nella lavorazione delle corna. In periodi successivi appaiono munite di punte del tipo Havelte, talvolta descritte soprattutto come un fenomeno nord-occidentale. Ciononostante, l'espansione su una vasta area geografica, dove non ci si aspetterebbe uno tale sviluppo, la definizione di amburghiano come una tecnologia complessa di per sé non è attualmente posta in dubbio.  
La cultura venne ad espandersi dalla Francia settentrionale, alla Scandinavia meridionale nel nord e nella Polonia ad est.
Nei primi anni '80, venne scavato a Jels nel Sønderjylland in Scandinavia il primo reperto proveniente dalla cultura. Recentemente, nuovi ritrovamenti sono stati scoperti per es. a Finja nello Scania settentrionale. I recentissimi ritrovamenti (2005) hanno mostrato che queste popolazioni viaggiassero lontano verso nord lungo le coste norvegesi a piedi asciutti durante l'estate, poiché il livello del mare era 50m più basso di quello di oggi.
Nella Germania settentrionale, sono stati trovati campi con strati di detriti. Negli strati c'è una grande quantità di corna e ossa, e sembra che la renna fosse una preda importante.
La distribuzione dei ritrovamenti negli insediamenti mostra che questi erano molto piccoli e abitati soltanto da piccoli gruppi di individui. In alcuni insediamenti gli archeologi hanno scoperto circoli di pietre, interpretati come pesi per la copertura di un teepee.

## Storia della Germania
| Cultura Precedente: Epigravettiano 20000 a.C. c.a. 13500 a.C. c.a. | Cultura corrente: Cultura di Amburgo 13500 a.C. c.a. 11200 a.C. c.a. | Cultura seguente: Ahrensburg 11200 a.C. c.a. 9500 a.C. c.a. |